# 신어·유행어 대상
신어·유행어 대상(일본어: 新語・流行語大賞 신고·류코고타이쇼[*])는 일본의 상으로, 1년간 발생한 신조어나 유행어를 선택하여 그 언어에 대한 인물이나 단체에 주는 일본의 상이다.

## 개요
1984년에 창립되어 매년 12월 1일 (토요일/일요일의 경우 다음 날)에 발표된다. 처음에는 신어 부문과 유행어 부문으로 나뉘어 각각 대상을 주었지만, 8차 상인 1991년부터는 연간 대상이 실시되었고, 11번째인 1994년부터는 두 부문을 따라 선정된다.

## 수상작

### 연간 대상 선정 이전
1984년부터 1990년까지의 수상자 명단
| 회 | 년도   | 종류   | 신어·유행어                                   | 수상자                                              |
| -- | ------ | ------ | --------------------------------------------- | --------------------------------------------------- |
| 1  | 1984년 | 신어   | 오싱도로무                                    | 제인 컨던 (타임지 기자)                             |
| 1  | 1984년 | 유행어 | 마로킹 마로비                                 | 와타나베 가즈히로 (삽화가)                          |
| 2  | 1985년 | 신어   | 분슈                                          | 곤도 미치타카 (하쿠호도 생활 종합 연구소 사장)      |
| 2  | 1985년 | 유행어 | 원샷! 원샷!                                   | 게이오 대학 체육회                                  |
| 3  | 1986년 | 신어   | 구극                                          | 가리야 데쓰                                         |
| 3  | 1986년 | 유행어 | 신인류                                        | 기요하라 가즈히로, 구도 기미야스, 와타나베 히사노부 |
| 4  | 1987년 | 신어   | 마루사                                        | 이타미 주조, 미야모토 노부코                        |
| 4  | 1987년 | 유행어 | 질리지 않는 ○○                                | 아베 죠지                                           |
| 5  | 1988년 | 신어   | 페레스트로이카                                | 소로비에후 니코라에빗찌 (주일 소련 대사)            |
| 5  | 1988년 | 유행어 | 오늘 밤은 여기까지만 (いたしとうござりまする) | 와카오 아야코                                       |
| 6  | 1989년 | 신어   | 성희롱                                        | 河本和子 (변호사）                                  |
| 6  | 1989년 | 유행어 | 오바타리안                                    | 홋타 가쓰히코, 도이 다카코                          |
| 7  | 1990년 | 신어   | 퍼지                                          | 미카미 준타로 (마츠시타 전기 산업 전자연구소 소장)  |
| 7  | 1990년 | 유행어 | 마루코는 아홉살 (현상)                        | 토머스 리드 (워싱턴 포스트 도쿄 지국 기자)          |

### 연간 대상 선정 이후
1991년 이후 수상자 명단
| 회차 | 연도   | 연간대상 | 수상자                                                                            | 참고  |
| ---- | ------ | --- | --------------------------------------------------------------------------------- | ----- |
| 8    | 1991년 | ...자~ 아닙니까 | 차리하마                                                                          |       |
| 9    | 1992년 | 〈기쁘구나, 슬프구나〉 〈알몸의 교류〉 | 킨산 긴산                                                                         |       |
| 10   | 1993년 | J리그 | 카와부치 사부로                                                                   |       |
| 11   | 1994년 | 스탓몬다가 있었습니다 | 미야자와 리에                                                                     |       |
| 11   | 1994년 | 이치로 (효과) | 스즈키 이치로 (오릭스 버펄로스)                                                   |       |
| 11   | 1994년 | 동정할 거라면 돈을 줘 | 아다치 유미                                                                       |       |
| 12   | 1995년 | 무당파 | 아오시마 유키오 (도쿄 도지사)                                                     |       |
| 12   | 1995년 | NOMO | 노모 히데오 (로스앤젤레스 다저스)                                                 |       |
| 12   | 1995년 | 힘내라 고베 | 오기 아키라 (오릭스 버펄로스 감독)                                                |       |
| 13   | 1996년 | 스스로 자신을 칭찬하고 싶다 | 아리모리 유코 (마라톤 선수)                                                       |       |
| 13   | 1996년 | 우정 / 배제의 논리 | 하토야마 유키오 (민주당 대표)                                                     |       |
| 13   | 1996년 | 메이크드라마 | 나가시마 시게오 (요미우리 자이언츠 감독)                                          |       |
| 14   | 1997년 | 실락원 (하다) | 와타나베 준이치, 구로키 히토미                                                    |       |
| 15   | 1998년 | 하마의 대마신 | 사사키 가즈히로 (요코하마 베이스타스)                                             |       |
| 15   | 1998년 | 닷츄노 | 파이렌 (개그 콤비)                                                                |       |
| 16   | 1999년 | 붓치 폰 | 오부치 게이조 (일본의 총리)                                                       |       |
| 16   | 1999년 | 리벤지 | 마쓰자카 다이스케 (사이타마 세이부 라이온스)                                      |       |
| 16   | 1999년 | 잡초혼 | 우에하라 고지 (요미우리 자이언츠)                                                 |       |
| 17   | 2000년 | 옷하 | 신고 마마                                                                         |       |
| 17   | 2000년 | IT 혁명 | 키노시타 히토시 (상가 네트워크 사장 와세다 대학 고등 학교 3학년)                  |       |
| 18   | 2001년 | 〈고이즈미 어록〉 (쌀 백 가마니 · 성역없는 구조 개혁 · 두려워 말고 기죽지 말고 구애되지 말고 · 굵직한 정책 · 와이드쇼 내각 · 개혁의 "고통") | 고이즈미 준이치로 (일본의 총리)                                                   |       |
| 19   | 2002년 | 타마짱 | 사사키 유지 (가와사키시 시민), 쿠로즈미 유코 (후지 TV 기자)                       |       |
| 19   | 2002년 | W컵(나카쓰 에무라) | 사카모토 야스무 (마을 촌장)                                                       |       |
| 20   | 2003년 | 독이 든 찐빵 | 노나카 히로무 (전 중의원위원)                                                     |       |
| 20   | 2003년 | 왜일까~ | 테츠 and 토모 (개그 콤비)                                                         |       |
| 20   | 2003년 | 매니페스토 | 기타가와 기사야스 (와세다 대학 교수)                                              |       |
| 21   | 2004년 | 완전 기분 좋아 | 기타즈마 고스케 (수영 선수)                                                       |       |
| 22   | 2005년 | 고이즈미 극장 | 다케페 쓰이무 (자유민주당)) 등                                                    |       |
| 22   | 2005년 | 상정 범위 내(외) | 호리에 다카후미 (라이브도어 사장)                                                 |       |
| 23   | 2006년 | 이네바우어 | 아라카와 시즈카 (스케이팅 선수)                                                   |       |
| 23   | 2006년 | 품격 | 후지와라 마사히코 (수학자)                                                        |       |
| 24   | 2007년 | (미야자키를) 어떻게든 해야 혀 | 히가시코쿠바루 히데오 (미야자키현 지사)                                           |       |
| 24   | 2007년 | 수줍음 왕자 | 이시카와 료 (골프 선수)                                                           |       |
| 25   | 2008년 | 구~! | 에도 하루미                                                                       |       |
| 25   | 2008년 | 아라포 | 아마미 유키                                                                       |       |
| 26   | 2009년 | 정권 교체 | 하토야마 유키오 (총리)                                                            |       |
| 27   | 2010년 | 게게게의 ~ | 무라 무에노 (《게게게의 여보》 저자)                                              | [ 4 ] |
| 28   | 2011년 | 나데시코 재팬 | 일본 축구 협회 여자 선수회                                                        | [ 5 ] |
| 29   | 2012년 | 와일드하지? | 스기짱                                                                            | [ 6 ] |
| 30   | 2013년 | 지금이지! | 하야시 오사무 (토우신하이스쿨·토우신에이세이학원 강사)                            | [ 7 ] |
| 30   | 2013년 | 오모테나시(お・も・て・な・し) | 다키가와 크리스텔                                                                 | [ 7 ] |
| 30   | 2013년 | 제제제(じぇじぇじぇ) | 쿠도 칸쿠로, 노넨 레나                                                            | [ 7 ] |
| 30   | 2013년 | 배로 돌려준다 (倍返し) | 사카이 마사토, TBS 《한자와 나오키》 팀                                           | [ 7 ] |
| 31   | 2014년 | 안돼요~ 안돼 안돼 | 닛폰에레키테루렌고 (나카노 소우코, 하시모토 코유키)                               | [ 8 ] |
| 31   | 2014년 | 집단적 자위권 | 수상자사퇴 (수상자가 누구인지는 밝혀지지 않음)                                    | [ 8 ] |
| 32   | 2015년 | 바쿠가이 | 라이분 (라옥스 대표이사사장)                                                      | [ 9 ] |
| 32   | 2015년 | 트리플쓰리 | 야나기타 유키 (후쿠오카 소프트뱅크 호크스) 야마다 데쓰토 (도쿄 야쿠르트 스왈로스) | [ 9 ] |